# NOHAB
Nydqvist och Holm AB (ve zkratce NOHAB) byl švédský strojírenský podnik sídlící ve městě Trollhättan.

## Historie podniku
Společnost založili Antenor Nydqvist, Johan Magnus Lidström a Carl Olof Holm v roce 1847 jako Trollhättans Mekaniska Verkstad. Tento podnik se zabýval výrobou turbín pro vodní elektrárny. V roce 1865 vyrobila společnost první parní lokomotivu a v roce 1912 již dosáhl počet vyrobených lokomotiv 1000 kusů.
V roce 1916 byla společnost přeměněna na akciovou společnost a pojmenována NOHAB (Nydqvist och Holm Aktiebolag). V roce 1920 dostala NOHAB z Ruska objednávku na 1 000 lokomotiv. Lokomotivy byly dodány v letech 1921 až 1924, ovšem pouze v počtu 500 kusů.
V roce 1930 byla založena dceřiná společnost NOHAB Flygmotorfabrik AB, která získala od Bristol Aircraft Company licenci na výrobu leteckých motorů Bristol Jupiter a Bristol Mercury. Výroba započala v roce 1933 a již v roce 1937 tato společnost spolu s AB Svenska järnvägsverkstäderna (Švédské železniční dílny, a.s.) vytvořily v Linköpingu leteckou firmu SAAB.
V roce 1935 započala spolupráce NOHAB s firmou Bofors. Zpočátku šlo o výrobu traktorů a autobusů, s počátkem 2. světové války se přeorientovali na zbrojní výrobu.
V 50. letech 20. století NOHAB zahájila výrobu dieselových lokomotiv typu AA16 v licenci Electro-Motive Division General Motors. Největším zákazníkem se staly Dánské státní dráhy, které odebíraly lokomotivy řad MX, MY a později i modernější MZ. Dvacet lokomotiv bylo dodáno i Maďarským státním drahám (řada M61), ale z politických důvodů další dodávky nenásledovaly. 35 lokomotiv odebraly Norské státní dráhy jako řadu Di 3.
NOHAB byla také hlavním dodavatelem vodních turbín a významným dodavatelem středně výkonných lodních motorů a také trupů tanků. Koncem 70. let se společnost dostala do finančních potíží. Odbyt lokomotiv upadal. V roce 1978 převzala 51 % akcií finská společnost Wärtsilä. O rok později opustila továrnu poslední lokomotiva – řada Rc pro SJ a nastal rozprodej původní společnosti.
Wartsilä založila v roce 1979 novou společnost NOHAB Diesel AB. Od roku 1981 dodávala GMA-NOHAB Printing AB tiskařské stroje. Produkce turbín přešla pod Aker Kvaerner. Příslušenství pro kolejová vozidla dodával Kalmar NOHAB AB. Dnes z celého koncernu existuje pouze NOHAB Industri AB, která se zabývá obráběním kovů.

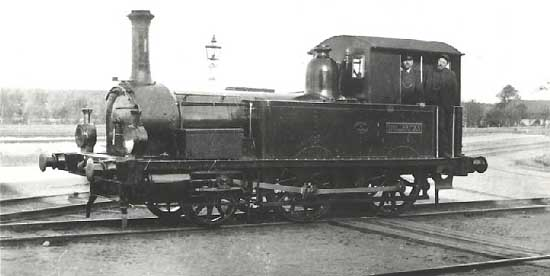
První lokomotiva z roku 1865
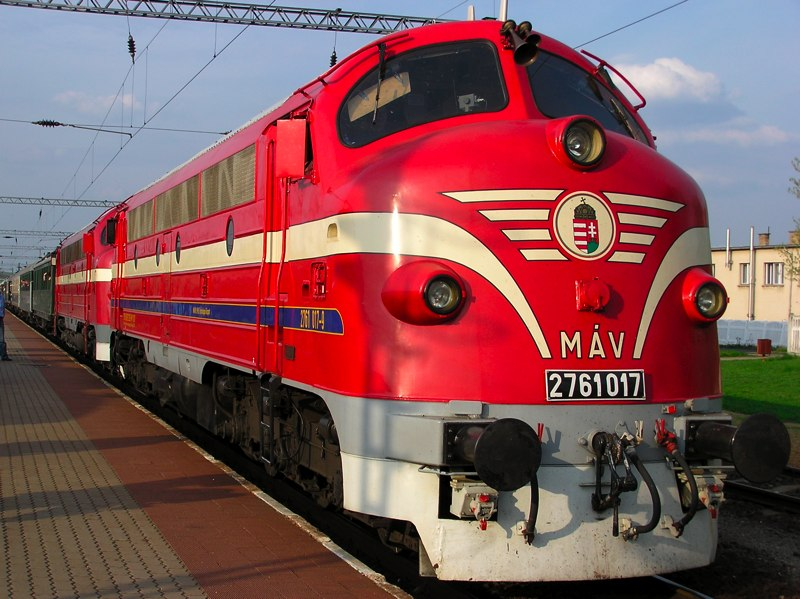
Maďarská nohabka M61
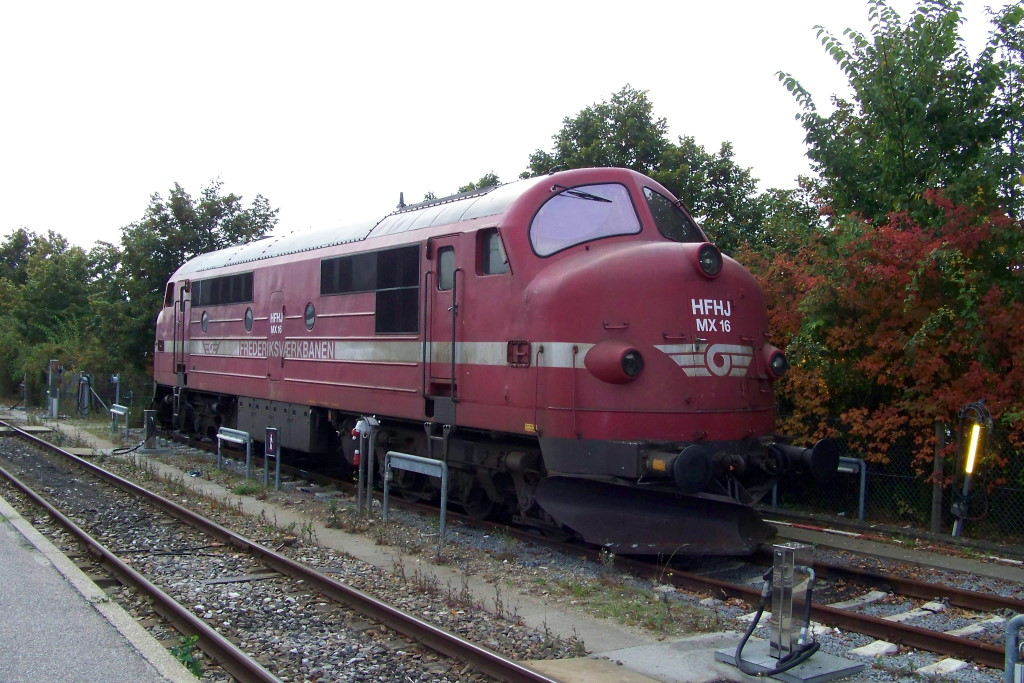
NOHAB Ex-DSB řada MX 1001 - 1045 nyní v majetku HFHJ
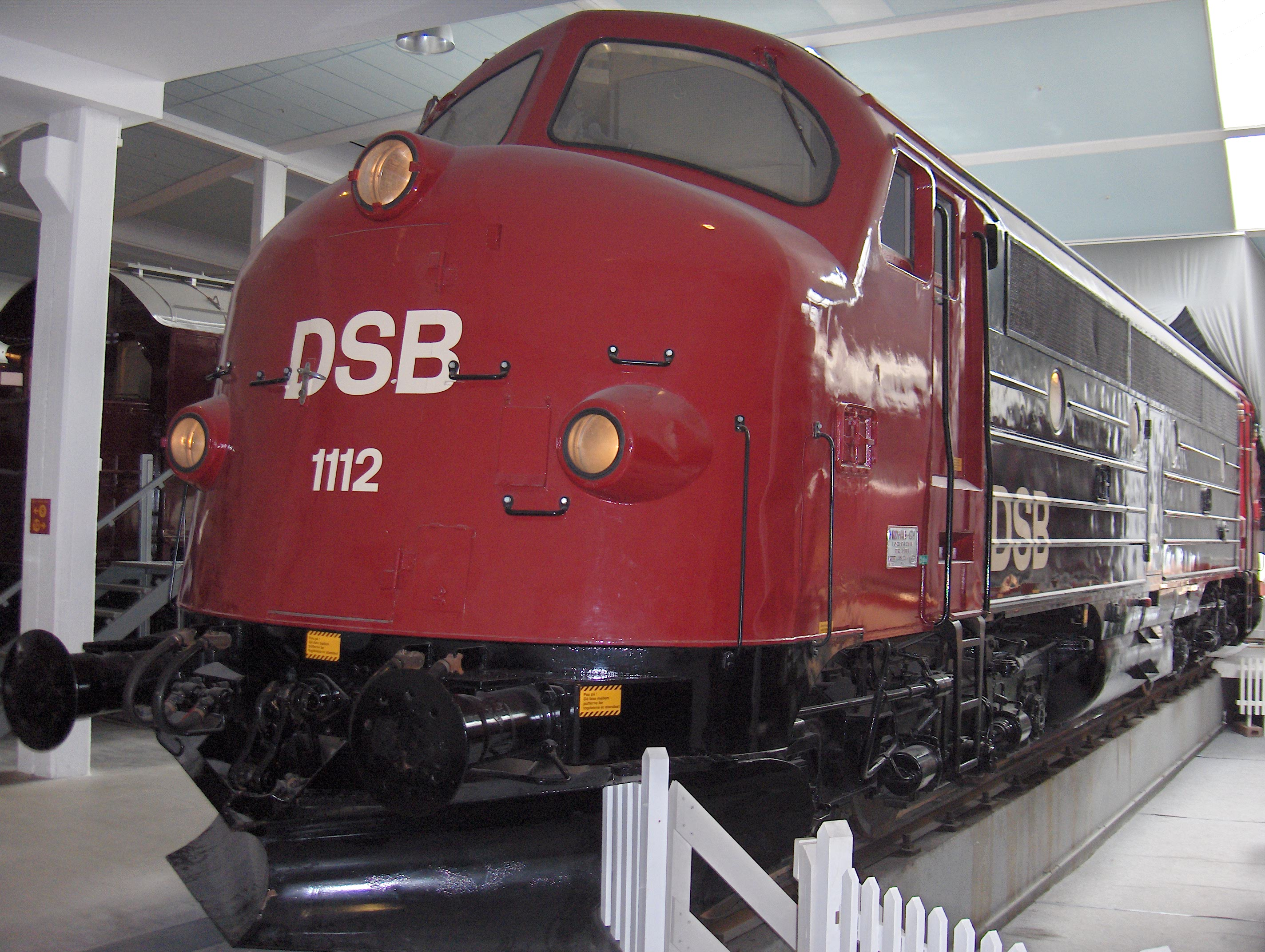
NOHAB DSB řada MY v Dánském železničním muzeu
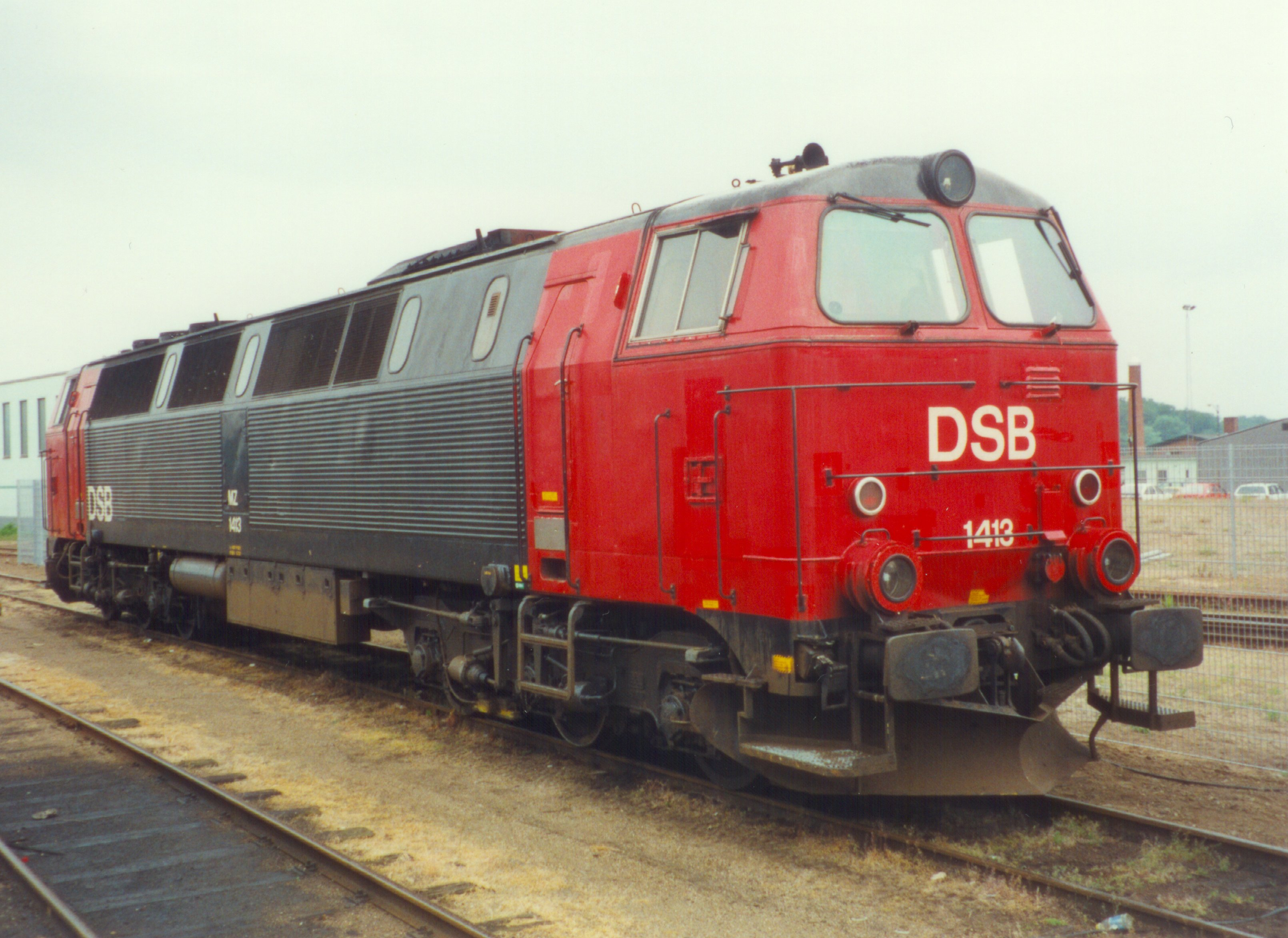
NOHAB DSB řada MZ